# The Scary Jokes
The Scary Jokes es el proyecto musical del cantante estadounidense Liz Lehman, concebido por Lehman en 2014 en Nueva Jersey. Su música se ha caracterizado como pop de dormitorio y synthpop. Sus álbumes incluyen April Fools (2016) y Retinal Bloom (2023). 

## Carrera
Liz Lehman creó The Scary Jokes en su dormitorio en Nueva Jersey en 2014. Después de varios lanzamientos de demos, The Scary Jokes lanzaron su álbum debut, bad at math, ese mismo año. Le siguieron April Fools (2016) y Burn Pygmalion!!! A Better Guide to Romance (2019), siendo este último un álbum conceptual sobre un periodista que contempla su relación romántica.  A lo largo de este tiempo, The Scary Jokes acumuló seguidores en línea, particularmente en el sitio web Tumblr.
En 2021 se lanzó en plataformas digitales, así como en CD, vinilo y casete, una versión de April Fools, remezclada y remasterizada por el músico Angel Marcloid. Marcloid también coprodujo el cuarto álbum de The Scary Jokes, Retinal Bloom. Retinal Bloom generó el sencillo "Our Murderous Descent", una canción que Lehman se inspiró para escribir después de estar cerca de una gran cascada; Durante el proceso de composición, Lehman vinculó el concepto de levantarse bajo la fuerza de una cascada con el apoyo mutuo de los miembros de la comunidad LGBTQ ante la hostilidad. El álbum también generó otro sencillo, "Riptide", basado en la película de 2009 Jennifer's Body y la explotación mediática de la actriz principal de la película, Megan Fox. Retinal Bloom se lanzó el 26 de mayo de 2023.

## Discografía

### EP
- blankets (2014)[8]
- car phone (2014)[9]

### Álbumes
- Bad At Math (2014)[4]
- April Fools (2016)
- Burn Pygmalion!!! A Better Guide to Romance (2019)[10]
- Retinal Bloom (2023)[6]

## Miembros
- Liz Lehman – voz, composición, producción (2014–presente)
- Juniper Abernathy – guitarra (2019)
- Ellie Bennett – bajo (2019)[11]